# NGC 48

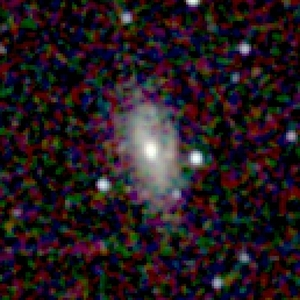
NGC 48

NGC 48是仙女座的一個漩渦星系。星等為13.9，赤經為14分2.1秒，赤緯為+48°14'6"。在1885年9月7日首次被發現。它距离太阳系约7930万光年。NGC 48由美國天文學家路易斯·斯威夫特於1885年發現。